# 硬毛地埂鼠尾草
硬毛地埂鼠尾草（学名：Salvia scapiformis var. hirsuta）为唇形科鼠尾草属下的一个变种。

## 扩展阅读
- 維基物種上的相關：硬毛地埂鼠尾草